# Eupomatiaceae
Евпоматієві (Eupomatiaceae) — родина квіткових рослин порядку магнолієцвіті, що включає до складу лише три види, що належать одному роду Евпоматія (Eupomatia).
Поширені в прибережній зоні Східної Австралії, від півострова Кейп-Йорк на південь до Східної Вікторії і на сході Нової Гвінеї. Евпоматіі — невеликі дерева або чагарники, що поєднують в собі, поряд з дуже примітивними, ознаки високої спеціалізації.
Запилюються жуками-довгоносиками Elleschodes.

## Види
- Eupomatia barbata Jessup — офіційно описаний у 2002 році
- Eupomatia bennettii F. Muell. — офіційно описаний у 1858
- Eupomatia laurina R. Br. — офіційно описаний у 1814